# Thượng Lộc
Thượng Lộc là một xã thuộc huyện Can Lộc, tỉnh Hà Tĩnh, Việt Nam.
Xã Thượng Lộc có diện tích 28,26 km², dân số năm 2020 là 15451 người, mật độ dân số đạt 493 người/km².